# Riserva speciale del Sacro Monte di Varallo
La Riserva speciale del Sacro Monte di Varallo è una area boschiva in cui sorge il Sacro Monte di Varallo. È stata istituita con la legge n. 12 della Regione Piemonte il 22 marzo 1990.
L'area boschiva è raggiungibile in auto attraverso le strade statali o regionali che congiungono le province di Biella e di Novara a Varallo. Dal centro della cittadina si prosegue attraverso una strada carrozzabile o una salita pedonale che dalla piazza intitolata a Gaudenzio Ferrari porta in cima alla rocca. L'area è raggiungibile anche con una funicolare.
Il territorio di competenza è di proprietà dell'amministrazione civile del luogo (33% Comune di Varallo, 26% enti morali, 41% privati).

## Gestione
La gestione della riserva era stata affidata dapprima alla stessa amministrazione civile del luogo sacro (legge regionale n. 30 del 28 aprile 1980); poi al Comune di Varallo (legge regionale n. 18 del 12 settembre 1985) ed infine all'ente di diritto pubblico Riserva speciale del Sacro Monte di Varallo.
In base ad una convenzione stipulata il 10 aprile 1989 fra il comune valsesiano e l'amministrazione vescovile di Novara, l'amministrazione religiosa della Riserva è demandata ai padri Oblati.
La sede legale ed amministrativa è situata in Piazza della Basilica, "Casa Valgrana", mentre l'ufficio informazioni, l'ufficio dei guardiaparco e la sala convegni, una piccola foresteria, una biblioteca ed un erbario sono ubicati presso il Centro Servizi "Casa d'Adda", posta all'arrivo della strada carrozzabile che conduce alla basilica.
Le visite guidate - a pagamento - sono garantite dall'Associazione Accompagnatori Naturalistici della Valsesia presso l'ufficio turistico di Varallo.  La Riserva organizza per scuole ed associazioni attività didattiche, proiezioni di filmati, lezioni a carattere ecologista, naturalista e storico, anche attraverso l'uso di aree attrezzate all'aperto e al coperto per lo svolgimento di pic-nic.

## Caratteristiche

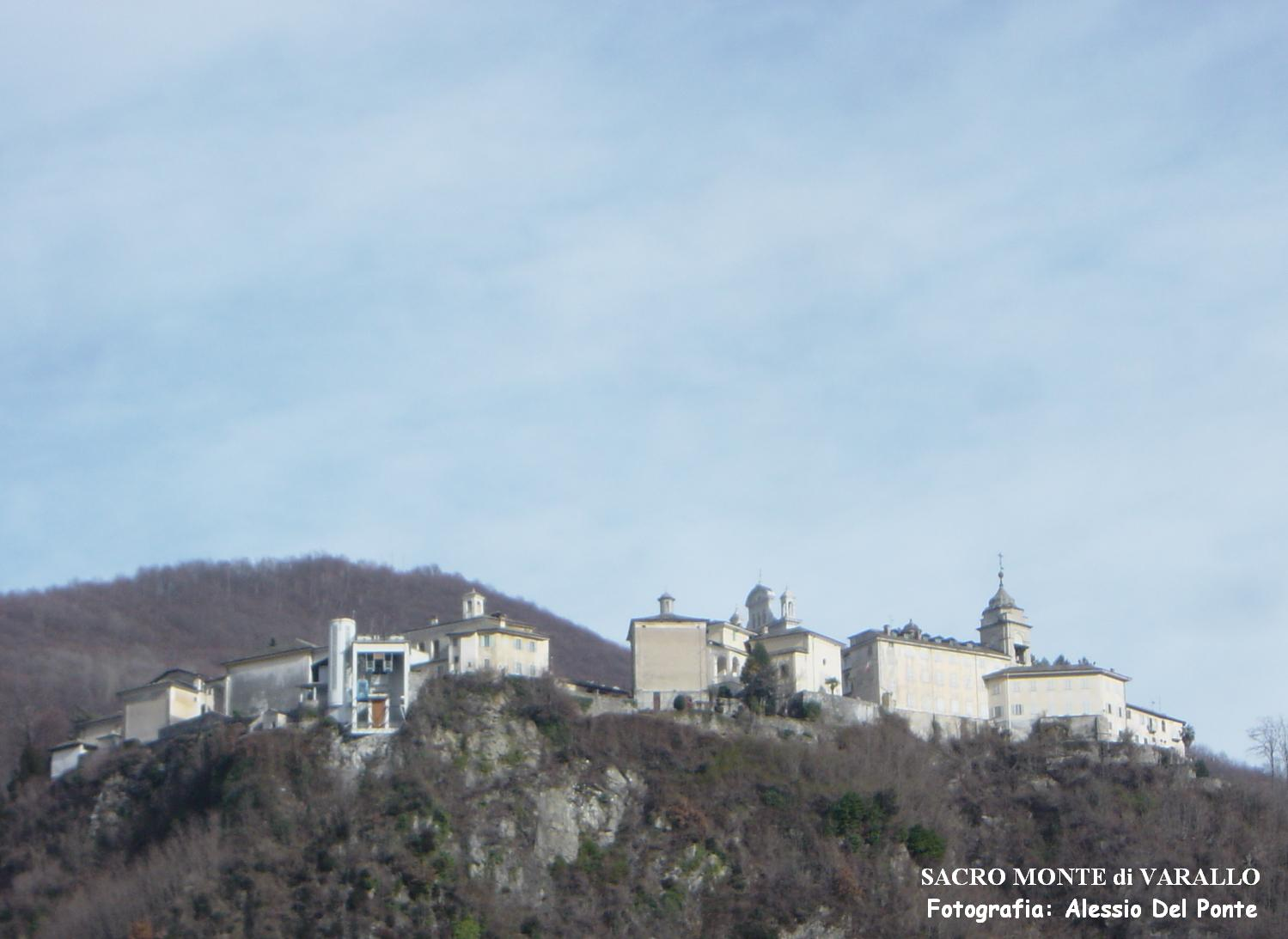
Il Sacro Monte di Varallo

Il territorio della riserva ha subito nel tempo profonde modificazioni, vivendo anche uno stato di parziale abbandono. In tempi recenti si è provveduto a ricostruire la copertura forestale, particolarmente sotto l'aspetto della componente floricola (oltre quattrocento le specie trattate), tale da ricondurne l'aspetto a quello di un giardino del Rinascimento.
In particolare, in un ambiente caratterizzato dalla presenza di avifauna prettamente montana ma non particolarmente significativa a causa della forte antropizzazione, si segnala la presenza di diverse specie boschive tipo fagus, buxus, taxus, ilex e ulmus campestre.